# Fran Estévez
Francisco José Estévez García es un cineasta español nacido en Villagarcía de Arosa (Pontevedra) en 1980.
Fue parte de la primera promoción de la Escuela Superior de Artes Cinematográficas de Galicia (Vigo, 2001). En su primer año de escuela realiza tres ejercicios (en video y en cine 16 mm); además del film Hipotálamo de manera extraescolar. El segundo año dirige el documental Fandango y el cortometraje de ciencia ficción Equinoccio (tesis final en 35 mm).
Fundador de la productora Hipotálamo Films, desde la cual dirige en 2004 su Metamorfosis, adaptación del popular relato de Franz Kafka que le vale multitud de premios y menciones.
Le sigue el mediometraje La Canción de Fémerlin (Manuel Pena, 2005), para el cual construye toda la música pianística, además del montaje al más puro estilo cine mudo.
Ha realizado también el micrometraje El Humanoide (2007) y el corto experimental Titanio & Plutonio (2010).
En 2013 se estrena Idiotas, la obra más ambiciosa y tiernamente rodada de Fran Estévez y su productora Hipotálamo Films; protagonizada por un chico con una discapacidad y su perro parlante que encuentran misteriosos globos por toda la ciudad de Santiago de Compostela con un curioso mensaje: "Desínflame poco a poco...".

## Filmografía
- Idiotas. Director, guionista, músico. (2013)
- Titanio & Plutonio en el País del Ciclograma. Director, actor, storyboard, postproductor, músico. (2010)
- El Humanoide. Director, actor (contorsionista), montador, sonidista. (2007)
- La Canción de Fémerlin. Ayudante de dirección, montador, músico. (2005)
- Metamorfosis. Director, guionista, montador, sonidista, músico. (2004)
- Equinoccio. Director, guionista. (2003)
- Ipso Facto. Montador, músico. (2003)
- Fandango. Director, montador. (2003)
- Ruido Blanco. Montador, músico. (2002)
- Hipotálamo. Director, productor, guionista, músico. (2002)

## Enlaces
- YouTube
- Ficha AVG
- Fran Estévez en Internet Movie Database (en inglés).

- Datos: Q8962147